# Commando de destruction
Pour plus de détails, voir Fiche technique et Distribution.
Commando de destruction (The Mountain Road) est un film américain réalisé par Daniel Mann, sorti en 1960.

## Synopsis
1944 en Chine. Les troupes américaines sont obligées de battre en retraite face à l'avancée des troupes japonaises. Le Major Baldwin, un officier du génie, est chargé de faire sauter une base aérienne pour qu'elle ne tombe pas aux mains des ennemis, une base qu'il avait dessinée alors qu'il était ingénieur dans le civil. Il est ensuite chargé avec quelques hommes de détruire les routes et les ponts pour retarder l'avancée des Japonais. Son supérieur a des doutes sur sa capacité à commander mais il l'envoie néanmoins effectuer cette mission. Baldwin va s'avérer intransigeant avec ses hommes et sans compassion pour les Chinois qui vont souffrir de ces destructions.

## Fiche technique
- Titre original : The Mountain Road
- Titre français : Commando de destruction
- Réalisation : Daniel Mann
- Scénario : Alfred Hayes, d'après le roman The Mountain Road de Theodore H. White
- Direction artistique : Cary Odell
- Décors : William F. Calvert, Sidney Clifford
- Photographie : Burnett Guffey
- Son : John P. Livadary
- Montage : Edward Curtiss
- Musique : Jerome Moross
- Production : William Goetz
- Société de production : William Goetz Productions
- Société de distribution : Columbia Pictures
- Pays de production :  États-Unis
- Langue originale : anglais, chinois
- Format : noir et blanc — 35 mm — 1,85:1 — son Mono (RCA Sound Recording)
- Genre : film de guerre
- Durée : 102 minutes
- Date de sortie :
  - États-Unis : 25 mai 1960 (première à Los Angeles)

## Distribution
- James Stewart (VF : Roger Tréville) : Major Baldwin
- Lisa Lu (VF : Jacqueline Porel) : Sue-Mei Hung
- Glenn Corbett (VF : Jean Claudio) : Collins
- Harry Morgan (VF : Michel Gatineau) : Sergent "Mike" Michaelson
- Frank Silvera (VF : Serge Nadaud) : Colonel Kwan
- James Best (VF : Jean Lagache) : Niergaard
- Rudy Bond (VF : Jean Violette) : Sergent Miller
- Mike Kellin (VF : Marcel Painvin) : Prince
- Frank Maxwell (en) (VF : Henry Djanik) : Sergent Ballo
- Eddie Firestone (en) (VF : Guy Decomble) : Major Lewis
- Alan Baxter (VF : René Blancard) : Général Loomis
- Leo Chen (VF : Ky Duyen) : Colonel Li
- Bill Quinn (VF : Jacques Thébault) : Colonel Magnusson
- Peter Chong : un colonel chinois
- P.C. Lee : un général chinois